# Leucoencefalopatía

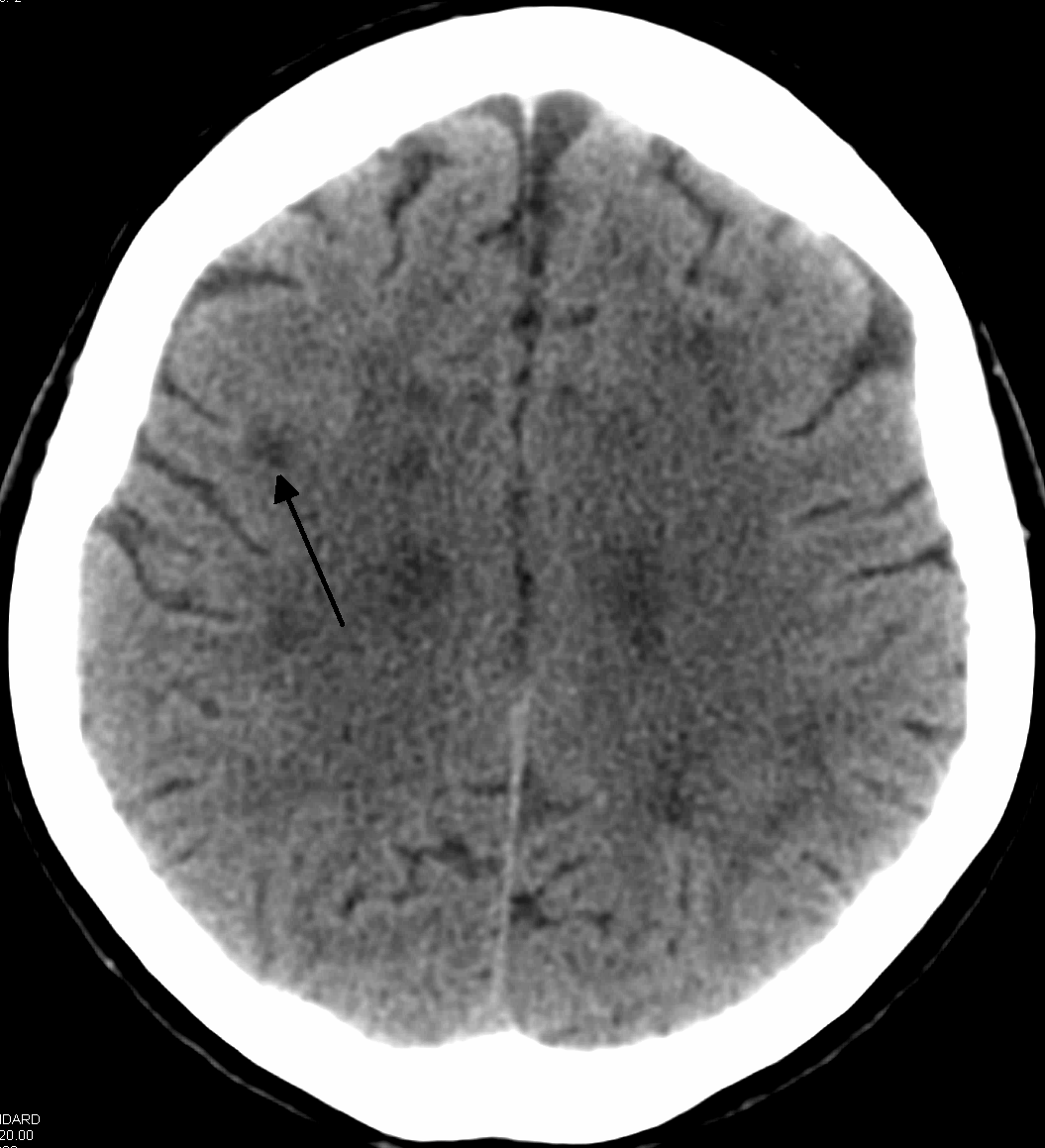
TC mostrando leucoencefalopatía probablemente debida a una isquemia de pequeños vasos. La flecha apunta solo a una de las muchas áreas.

El término leucoencefalopatía es usado para las enfermedades similares a las leucodistrofias. Se aplica a cualquier enfermedad de la sustancia blanca del cerebro, independientemente de que su causa sea conocida o no. Puede referirse específicamente a estas enfermedades:
- Leucoencefalopatía con sustancia blanca evanescente
- Leucoencefalopatía con esferoides axonales
- Leucoencefalopatía esclerosante de Van Bogaert
- Leucoencefalopatía megaencefálica con quistes subcorticales
- Leucoencefalopatía multifocal progresiva
- Leucoencefalopatía por hipertensión
- Leucoencefalopatía tóxica
- Leucoencefalopatía vascular progresiva
- Síndrome de leucoencefalopatía posterior reversible.